# Skateboarding

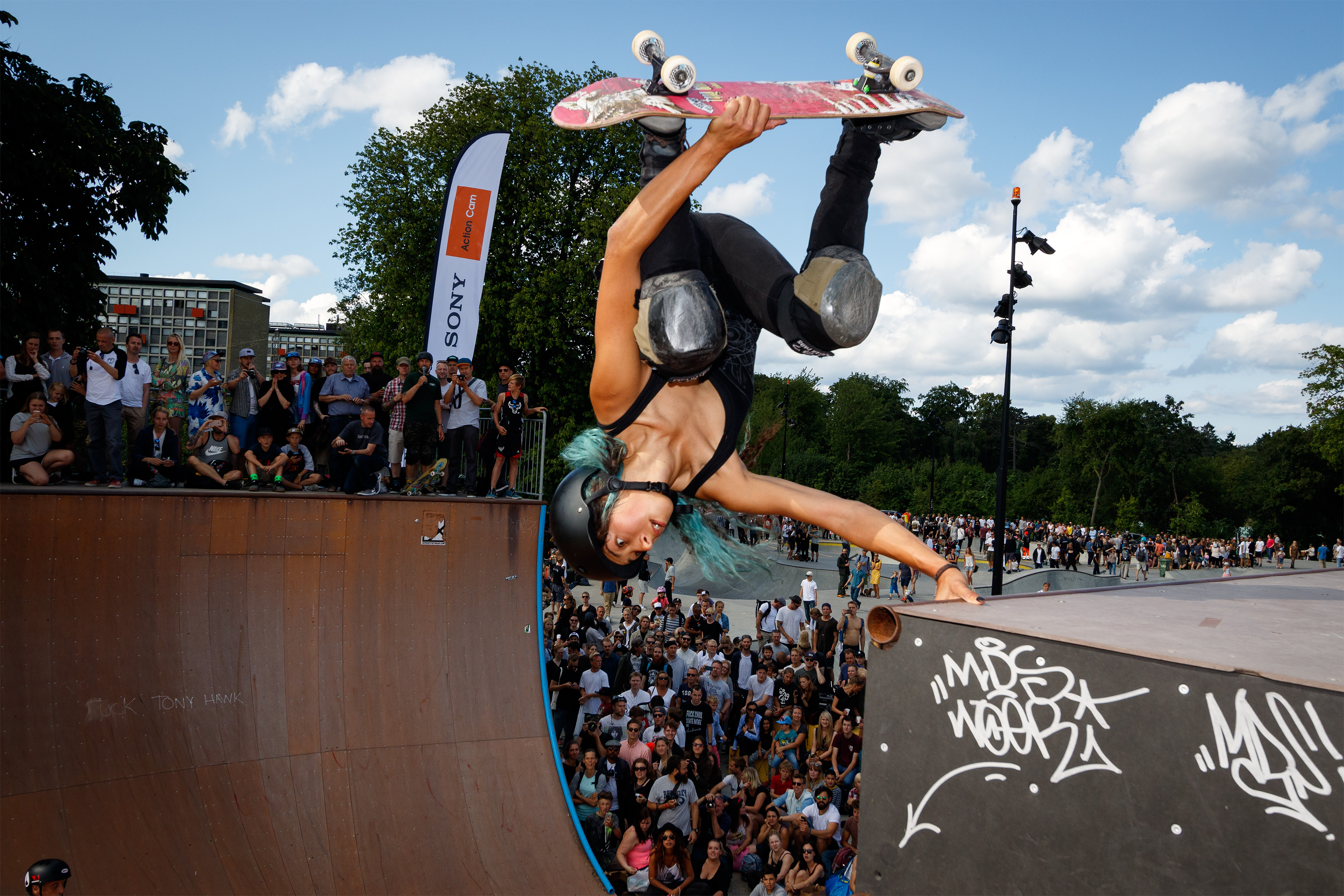
Lizzie Armanto auf einer Halfpipe (2015)

Skateboarding ist eine Trendsportart, bei der man versucht mit dem gleichnamigen Gerät Hindernisse (Obstacles) zu überwinden oder Tricks auszuführen. Die Fahrstile Street und Park waren 2021 zum ersten Mal als Disziplinen bei den Olympischen Sommerspielen in Tokio dabei. Ein älterer, inzwischen weniger populärer Stil ist das Freestyle-Skateboarden.
Das Skateboarden hat sich im Lauf der Jahrzehnte zu einer Sportart mit einem reichen Repertoire an Tricks, bekannten Profisportlern, Unternehmen sowie einer eigenen Kultur entwickelt.

## Geschichte
Der Ursprung des modernen Skateboardens, früher auch „Asphaltsurfen“ genannt, liegt in den 1960er Jahren und entstand durch die Übertragung des Wellenreitens auf den Asphalt und Beton. Es entwickelte sich zu einem Trendsport, der vor allem von Jugendlichen ausgeübt wurde. Es fanden auch Meisterschaften statt, die Downhill Slalom, Hindernislauf und Freestyle auf flachen Ebenen umfassten. Infolge anderer aufkeimenden Trends verlor der Sport allerdings schnell an Bedeutung und gegen Ende des Jahrzehnts war es sogar schwierig, überhaupt ein Skateboard zu erwerben.
Dass die früher verwendeten Rollen aus gebranntem Ton durch solche aus Polyurethan ersetzt wurden, bedeutete einen großen technischen Fortschritt mit besseren Haft- und Rolleigenschaften.

Die Konstruktion der gummigepufferten Achslagerung, die das Lenken durch seitliche Gewichtsverlagerung am Brett ermöglicht und sich selbst auf Geradeaus zurückstellt ist bis heute gebräuchlich. Diese Aufhängung wurde später auch vorne beim Skatebike und anderen Hybriden angewandt, die alternativen Lenkmechanismen von Snake- und Waveboard erreichten erst um etwa 2005/2010 Europa.

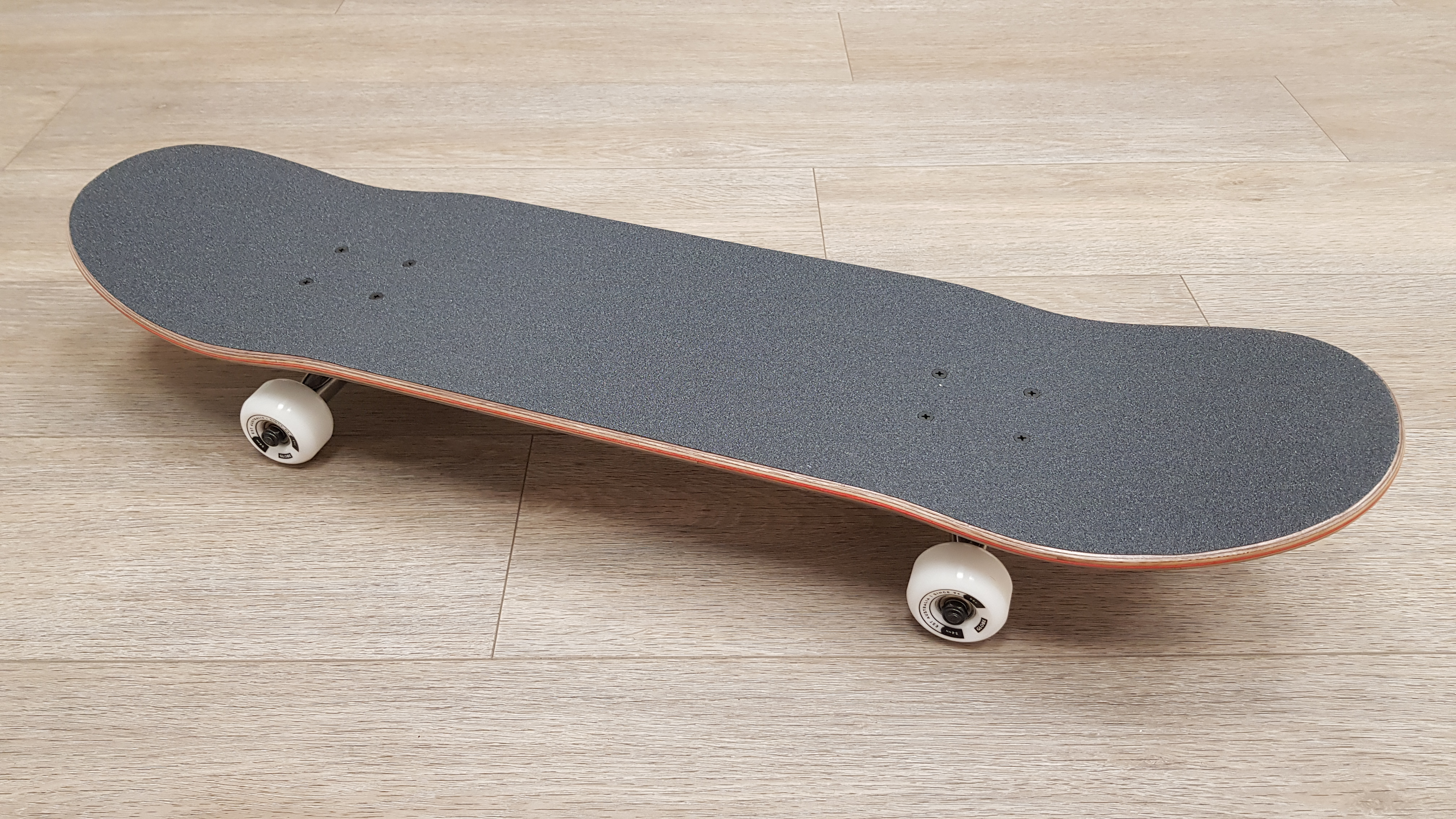
Seit den 1990ern populäre Form eines Skateboards

Diese technischen Entwicklungen belebten den Sport wieder, da dadurch neue Manöver ermöglicht wurden. Vorreiter der heutigen Skateboardkultur waren die „Z-Boys“ (Zephyr Competition Team) aus Dogtown, einem Viertel von Venice Beach in Kalifornien. Diese Gruppe bestand aus leidenschaftlichen Surfern, die durch stilistische Übertragung ihres Hobbys auf die Straße dem Skateboardsport in den 1970er Jahren ein neues Gesicht gaben. Wegweisend war dabei eine von ihnen eigens entwickelte Disziplin, das Pool Riding, das die Geburt des Vert Style war und heute in Form der Halfpipe weitergeführt wird. Der aus dem Team stammende Tony Alva wurde wenig später der erste Skateboard-Weltmeister und prägte mit seinem Stil die Szene sowie die öffentliche Wahrnehmung nachhaltig.
Mitte der 1970er Jahre wurden die ersten Boards in Österreich gefahren.
In den frühen 1990er Jahren wandelte sich die Form des normalen Straßenskateboards zu einem schlankeren, fast vorne-hinten-symmetrischen Zuschnitt mit nahezu gleich langen Überständen an Nose und Tail (Nase und Schwanz). Durch diese Bauweise und die dadurch ermöglichten Bewegungsabläufe und Hebelwirkungen wurden neue Formen von Tricks ausführbar.
In seiner Konstruktionsweise scheint das Skateboard mittlerweile ausgereift zu sein: Versuche mit neuen Materialien wie zum Beispiel Boards aus Aluminium, Carbonschichten oder Kevlar und verschiedene Achstechniken bei Longboards konnten sich nicht durchsetzen.
In den zurückliegenden Jahrzehnten gab es mehrere Phasen, in denen sich das Skaten großer Popularität erfreute. Sie wurden abgelöst von Zeiträumen, in denen der Sport viele seiner Anhänger verlor. Seit 2020 ist Skateboarding nach einem Beschluss des IOC vom 4. August 2016 eine olympische Sportart.
Ein wichtiges Kommunikationsmittel der Szene sind regelmäßig erscheinende Print- und Videopublikationen sowie Internetseiten mit Blogs und Diskussionsforen.

## Sportgerät
Das Sportgerät ist ein Brett mit zwei Achsen und vier Rollen. Dabei besteht wird der Aufbau in mehrere Komponenten aufgeteilt, die entsprechend angepasst werden können. Für die Rollen sind die Kugellager (Bearings), Achsen (Trucks) und die Rollen (Wheels) selbst wichtig, beim Brett das Deck und der darauf angebrachte rutschfeste Belag (Griptape). Des Weiteren gibt es mit Longboards, Slalomboards, Snakeboards und Waveboards mehrere spezielle Bordvarianten.

## Schutzausrüstung
Die üblicherweise empfohlene Schutzausrüstung besteht aus einem fest sitzenden Helm sowie Knie-, Ellbogen- und Handgelenk-Protektoren.

## Organisation und Wettkämpfe

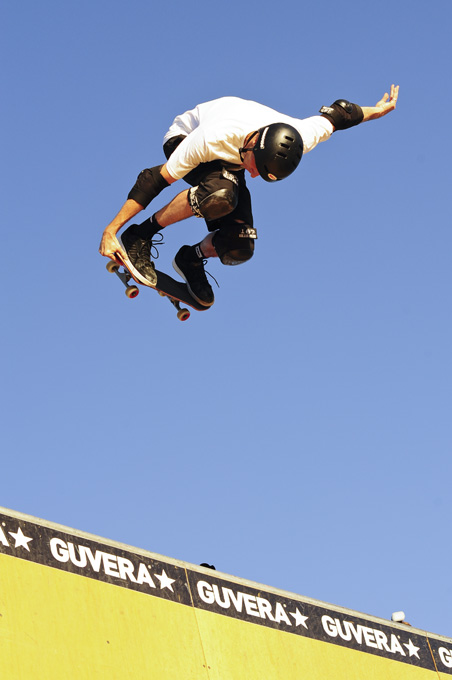
Tony Hawk, 2012

Skateboarden ist mit herkömmlichen Sportarten kaum vergleichbar. Es fehlt an Ligen oder Verbänden, die den Sport in kommunale, nationale oder internationale Hierarchien gliedern. Meistens gibt es in Kleinstädten mit Skateparks lokale Vereine, die sich um die Instandhaltung der Parks kümmern und Contests veranstalten.

### International
Viele etablierte Skater kümmern sich um das Bestehen eines weltweiten Netzwerkes zur Durchführung internationaler Wettbewerbe wie dem ehemaligen Münster Monster Mastership in Münster, dem Mystic Sk8 Cup in Prag oder den X Games in Kalifornien. Der Münster Monster Mastership war von 1990 bis 2005 die offizielle Skateboard-Weltmeisterschaft, die von Titus Dittmann, einen der wichtigsten deutschen Skateboarder, initiiert wurde.
1993 kam Don Bostick die Idee für den World Cup of Skateboarding, nachdem er vier Jahre lang bei den Weltmeisterschaften in Münster mitgeholfen hatte. 1995 führte der WCS ein Ranglistensystem für Profi-Skater ein, das heute als World Cup Skateboarding Tour bezeichnet wird. Darin waren alle vom WCS veranstalteten Wettkämpfe aufgelistet und am Ende der Saison wurde der Saisonsieger gekürt. Ed Templeton wurde zum ersten World Cup Street Champion gekrönt und Mike Frazier holte sich den Titel für Vert.
Die bislang einzige wettkampfübergreifende Organisation mit einer internationalen Weltrangliste ist das 2013 von Ryan Clements und Rob Meronek gegründete The Boardr. The Boardr erarbeitet die Organisation und Durchführung von Skateboarding-Events, während der Hauptaugenmerk auf den Beziehungen zwischen Veranstaltern, Sponsoren den Skatern liegt. In ihrer Datenbank sind über 28.000 Skateboarder und BMX-Fahrer vermerkt.

#### Olympische Sommerspiele
Am 3. August 2016 kündigte das IOC fünf neue Sportarten für die Olympischen Sommerspiele 2020 an, darunter auch Skateboard. Die Veranstaltung wurde vom 25. Juli bis 5. August 2021 im Ariake Urban Sports Park ausgetragen und erstmals wurden jeweils zwei Olympiasieger in den Disziplinen Street und Park gekürt. Bei den Frauen waren es Momiji Nishiya in Street und Sakura Yosozumi in Park, bei den Männern gewannen Yūto Horigome in Street und Keegan Palmer in Park Gold.

### Nordamerika
Der erste „Skate-Contest“ jemals war 1963 in Hermosa Beach, Kalifornien. Skate-Firmen suchten sich bei den Contests die besten Skater für ihre Teams, welche sie dann mit ihren Boards oder ihrer Kleidung ausstatteten. Ab diesem Zeitpunkt wurden die ersten Skateboarder professionell und gesponsert.

Seitdem hat es eine rege Entwicklung gegeben. Wichtige Contests in Nordamerika sind vor allem der Slam City Jam, die USA Skateboarding National Championships, Street League Skateboarding, die Gravity Games und der Maloof Money Cup.

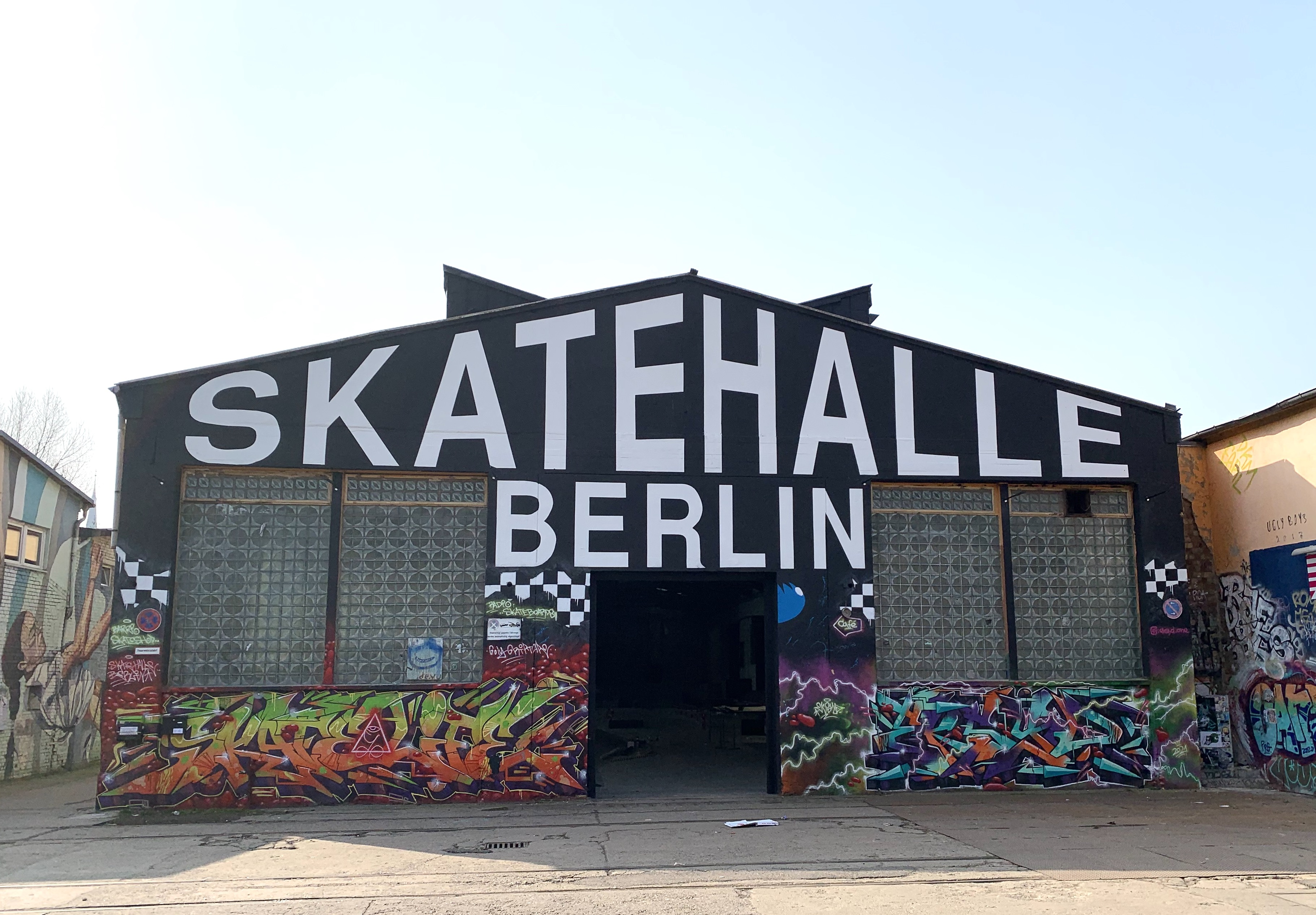
Die Skatehalle Berlin ist seit 2018 ein Regionalstützpunkt für Skateboardsport in Deutschland

### D-A-CH Region
In Deutschland ist der Verein Club of Skaters von großer Bedeutung. Seit 1998 findet jährlich der COS Cup statt, die deutsche Nationalmeisterschaft im Skateboarden. Unterteilt wird in vier Regionalmeisterschaften (Nord-, Ost-, Süd-, und Westdeutschland) und dem anschließenden Finale. Bei den Wettkämpfen findet Skateboarding in den Disziplinen Street und Bowl (zuletzt 2014) statt. Seit 2016 gibt es auch für Frauen und über 35-jährige Skater eine eigene Klasse.
In Österreich ist der Skateboard Club Innsbruck der wichtigste Skateboard-Verein des Landes. Der Verein veranstaltet neben zahlreichen Contests mit internationalen Fahrern auch die österreichischen Staatsmeisterschaften im Street- und Park Skateboarding. Des Weiteren pflegen sie die lokalen Skateparks und bieten Skateboard-Kurse an.

## Kultur des Skateboardens
Das Skaten wird im Selbstverständnis vieler Skater auch als individualisierter Lebensausdruck – mitunter auch als eine Art von Kunst – neben dem Sport angesehen. Die aus der Nutzung und „Aneignung“ des öffentlichen Raumes oftmals erwachsenden Konflikt- und Kriminalisierungserfahrungen, die ersten Ursprünge des Skatens in der „Aussteigermentalität der Surfer“ sowie die abgeforderte Kreativität haben das Skaten bis heute subkulturell verwurzelt. So ist es eine gewisse Verbindung der Mode, der bildenden Kunst wie zum Beispiel Graffiti, Grafikdesign und Fotografie oder verschiedenen Musikszenen eingegangen. Beispielsweise bezeichnet man der Skateboardingkultur nahestehende Spielarten der Punk- und Hardcoremusik mitunter auch als Skatepunk.
Wegen der weitgehend fehlenden Organisationsstruktur, seinem gewollt ungeregelten Charakter und den meistens jungen Ausübenden wird Skateboarden häufig zu den Freizeitsportarten gerechnet. Gegen diese Einordnung spricht jedoch neben seinen subkulturellen Verbindungen die Kontinuität des Skateboardens, das nunmehr seit Jahrzehnten ausgeübt wird. Darüber hinaus stellt die Komplexität des Sports hohe Anforderungen an Durchhaltewillen und Lernbereitschaft, die dem Charakter schnell erlernbarer und schnelllebiger Trendsportarten entgegensteht.

### Frauen im Sport
Skateboarding war lange Zeit überwiegend männlich dominiert. Allerdings finden in den letzten Jahren auch immer mehr Frauen Interesse an diesem Sport. Profiskateboarderinnen, wie beispielsweise Elissa Steamer, haben dabei eine Vorbildfunktion. Die Skateboardindustrie, vor allem im Bereich für Kleidung und Schuhe, passt sich dieser Entwicklung an und entwirft inzwischen Mode speziell auch für junge Frauen.

## Jargon/Glossar
Die Welt des Skateboardens hat ihre eigene Kultur und ihr eigenes Vokabular. Das Glossar besteht überwiegend aus englischen Wörtern, die dem US-amerikanischen Slang entnommen wurden.

## Professionelle Skateboarder

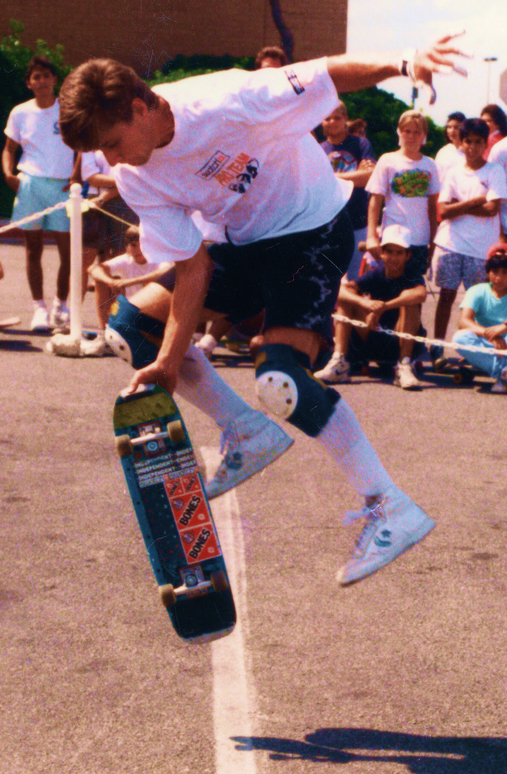
Rodney Mullen, ein vielfach gesponserter Profiskateboarder

Vor allem in den USA hat sich eine professionelle Skateboardszene entwickelt. Professionelle Skateboardfahrer erhalten durch Sponsorenverträge mit einer oder mehreren Firmen (meistens Hersteller von Skateboards, Unternehmen der Bekleidungsbranche oder Skateboardläden) Geld- und Sachleistungen. Ein bekanntes Beispiel hierfür liefern die populären Skateboarder Tony Hawk, Danny Way, Bam Margera, Jamie Thomas, Chris Cole, Rob Dyrdek, Mike Vallely, Eric Koston, Paul Rodriguez jr., Ryan Sheckler und Rodney Mullen. Aber auch europäische Skater wie Chris Pfanner oder der Deutsche Mack McKelton haben Erfolg bei den Wettbewerben.

## Philatelistisches
Mit dem Erstausgabetag 7. Mai 2020 gab die Deutsche Post AG in der Serie Für den Sport zur neuen olympischen Sportart Skateboarden ein Sonderzuschlagpostwertzeichen im Nennwert von 95 + 45 Eurocent heraus. Der Entwurf stammt vom Grafiker Thomas Serres aus Hattingen.

## Bekannte Skater-Filme
- Mid90’s (2018)
- Slam (2016)
- This Ain’t California (2012)
- Paranoid Park (2007)
- Dogtown Boys (2005)
- Grind – Sex, Boards & Rock’n’Roll (2003)
- Dogtown & Z-Boys (2001)
- CKY (1999–2003)
- Video Days (1991)
- Gleaming Heart – Rebellen auf Skateboards (Gleaming the Cube) (1989)
- Thrashin’ (1986)
- Rouli-roulant (1966)